# Manuel Gómez Pedraza
Manuel Gómez Pedraza y Rodríguez (Querétaro, 1789 of 1790 - Mexico-Stad, 14 mei 1851) was een Mexicaans politicus. Van 1832 tot 1833 was hij president van zijn land.

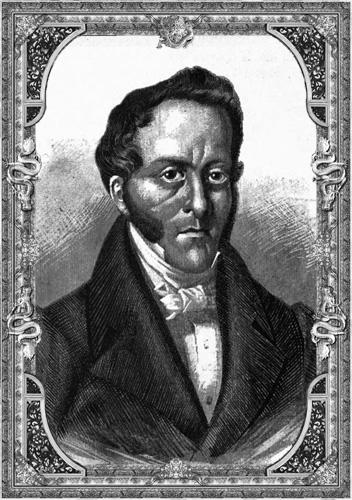
Manuel Gómez Pedraza

Hij zetelde in de Spaanse Cortes van 1820 en sloot zich aan bij het Leger van de Drie Garantiën van Agustín de Iturbide. Na de onafhankelijkheid van Mexico vervulde hij een aantal hoge functies, waaronder die van gouverneur van Puebla en minister van oorlog.
In 1828 werd hij voor de gematigde liberalen tot president gekozen, doch kon die functie niet bekleden omdat de radicale liberalen van Vicente Guerrero tegen hem in opstand kwamen. Hij vluchtte naar Frankrijk en keerde terug in 1832 na de omverwerping van de conservatieve dictator Anastasio Bustamante, waarna Gómez Pedraza de rest van zijn termijn uitzat. Hij liet nieuwe verkiezingen organiseren die gewonnen werden door Antonio López de Santa Anna en Valentín Gómez Farías.
- Biblioteca Nacional de España: XX973975
- Bibliothèque nationale de France: cb13535395m (data)
- Gemeinsame Normdatei: 1057646997
- International Standard Name Identifier: 0000 0001 0977 0413
- Library of Congress Control Number: nr92022182
- Nederlandse Thesaurus van Auteursnamen: 159608058
- SNAC: w6571c32
- Système universitaire de documentation: 050533290
- Virtual International Authority File: 58945264
- WorldCat: E39PBJh8RDPFDVfFQ3BHrqcpT3